# Georg Reutter der Ältere
Georg Reutter, genannt der Ältere (getauft am 4. November 1656 in Wien; † 29. August 1738 ebenda), war Organist und Komponist in Wien.

## Leben
Georg Reutter war wahrscheinlich Schüler von Johann Caspar von Kerll, dem er 1686 als Organist am Stephansdom nachfolgte. 1697 wurde er in der Wiener Hofmusikkapelle als Theorbist angestellt. Ab 1700 war er Hof- und Kammerorganist. 1712 folgte Reutter Johann Joseph Fux als zweiter und ab 1715 wurde er erster Kapellmeister am Stephansdom. Sein Sohn Georg Reutter der Jüngere wurde sein Nachfolger und ein bedeutender Komponist.

## Werk
Von Georg Reutter dem Älteren sind zahlreiche kirchenmusikalische Werke, wie Messen und Stücke in unterschiedlichen Besetzungen erhalten. Außerdem verfasste er etliche Werke für Orgel und andere Tasteninstrumente.